# 4576 Yanotoyohiko
4576 Yanotoyohiko (tên chỉ định: 1988 CC) là một tiểu hành tinh vành đai chính. Nó được phát hiện bởi Takuo Kojima ở YGCO Chiyoda Station ở Nhật Bản ngày 10 tháng 2 năm 1988. Nó được đặt theo tên Toyohiko Yano.